# Кампо Гранди (Алагоас)
Кампу Гранди (на португалски: Campo Grande ['kampu 'grandʒi], по-близко до Кампу Гранджи) е град — община в югозападната част на бразилския щат Алагоас. Намира се в границите на статистико-икономическия мезорегион Агрести Алагоану. Населението на общината към 2010 е 9032 души, а територията ѝ е 166 кв. км.
Кампу Гранджи е основан през 1800 г., но е признат за самостоятелна община на 30 май 1960 г. Граничи с общините: Лагоа да Каноа на север, Олю д'Агуа Гранди на юг, Фейра Гранди и Порту Реал ду Колежиу на изток, Жирау ду Понсиану и Трайпу на запад.